# كارلوس ألبرت
كارلوس ألبرت (بالإسبانية: Carlos Albert Andrés)‏ هو نحات إسباني، ولد في 24 فبراير 1978 في مدريد في إسبانيا.